# Dorfpunks
Pour plus de détails, voir Fiche technique et Distribution.
Dorfpunks est un film biographique et dramatique allemand réalisé par Lars Jessen, sorti en 2009 et dont le scénario écrit par Norbert Eberlein est tiré du roman éponyme de son ami Rocko Schamoni.
Le film a été présenté au 59e Festival international du film de Berlin dans la section Perspektive Deutsches Kino.

## Distribution
- Cecil von Renner : Roddy Dangerblood
- Ole Fischer : Fliegevogel
- Pit Bukowski : Sid Schick
- Daniel Michel : Flo
- Laszlo Horwitz : Piekmeier
- Samuel Auer : Günni
- Axel Prahl : Mascher
- Friederike Wagner : la mère de Roddy
- Peter Jordan : le père de Roddy
- Mersiha Husagic : Maria (comme Meri Husagic)
- Bojan Heyn : Schwaster - der Nasenblockflöter
- Jessica Kosmalla : Töpferei Chefin
- Thieß Brammer : Eier
- Ivo Möller : Doser
- Lasse Callsen : Notter
- Jana Luttmann : la fille dans le bus
- Wilfried Dziallas : Ladenbesitzer Pfeil
- Neelam Schlemminger : Celine
- Vivien Uhlig : Mädchen
- Zita Riegamer : la fille avec Roddy au lit
- Matthias Strzoda : Moderator Soldatenheim
- Martin Reese : le soldat de la Bundeswehr
- Juraj Jordan : le cousin Wolfram
- Finnja Kalisch : Mädchen aus Stalin-Leistungskurs
- Partyschaum : Hippie dans le bus VW
- Torsten Lemke : Moderator Kiel
- Volker Thormählen : le speaker de la radio (voix)
- Kaya Marie Möller : Fliegevogels Partymädchen
- Lucas Uecker : Fliegevogels Drogenlieferant
- Felix Kruse : Patrick im Golf
- Rocko Schamoni (non crédité)